# Чистота
Чистотата е липса на мръсотия, включително прах, петна, лоши миризми и отпадъци. Чистотата е критерий за здраве и красота. Морална чистота е липса на морални недъзи и недостатъци. Терминът е употребяван в този смисъл няколко пъти в Библията . Чистотата означава и липса на (неприятни) миризми, избягване на разпространението на мръсотия и зарази. Миенето е начин за постигане на чистота, обикновено с вода и някакъв вид сапун или препарат за почистване. Поддържането на дома чист и неговото редовно почистване, означават не само, че ще изглежда добре, но също така, че ще бъде по-безопасна и здравословна среда за Вас и Вашите близки